# أبرشية البنطس
أبرشية البنطس أو أبرشية بونتيكا (باللاتينية: Dioecesis Pontica ؛ باليونانية: Διοίκησις Πόντου/Ποντικής) هي إحدى أبرشيات الإمبراطورية البيزنطية وجزء من ولاية الشرق الإمبراطورية، حيث كانت تقع جنوب البحر الأسود، لتكون أماصيا عاصمةً لها.
تم تأسيس الأبرشية في القرن الرابع بعد إصلاحات ديوكلتيانوس (284–305)، وكان الإمبراطور جستينيان الأول (527–565) آخر من استعمل هذا التقسيم الإداري، إذ أمر بإلغاءه عام 535م. إلا أنه اُعيد تأسيس الأبرشية في 548، لتبقى حتى استبدالها بنظام الثيمة البيزنطي في ستينيات القرن السابع. تجدر الإشارة إلى أن هذه الأبرشية كانت تتشكل من 12 مقاطعة.